# العلاقات التوغوية الدومينيكية
العلاقات التوغولية الدومينيكية هي العلاقات الثنائية التي تجمع بين توغو ودومينيكا.

## مقارنة بين البلدين
هذه مقارنة عامة ومرجعية للدولتين:
| وجه المقارنة                                              | توغو            | دومينيكا              |
| --------------------------------------------------------- | --------------- | --------------------- |
| المساحة (كم2)                                             | 56.78 ألف       | 751                   |
| عدد السكان (نسمة)                                         | 7.80 مليون      | 73.92 ألف             |
| الكثافة السكانية (ن./كم²)                                 | 137.37          | 9.84 ألف              |
| العاصمة                                                   | لومي            | روسو                  |
| اللغة الرسمية                                             | لغة فرنسية      | لغة إنجليزية          |
| العملة                                                    | فرنك غرب أفريقي | دولار شرق الكاريبي    |
| الناتج المحلي الإجمالي (بليون دولار)                      | 4.81 مليار      | 562.54 مليون          |
| الناتج المحلي الإجمالي (تعادل القوة الشرائية) بليون دولار | 10.67 مليار     | 789.63 مليون          |
| الناتج المحلي الإجمالي الاسمي للفرد دولار أمريكي          | 559             | 7.12 ألف              |
| الناتج المحلي الإجمالي للفرد دولار أمريكي                 | 1.43 ألف        | 10.88 ألف             |
| مؤشر التنمية البشرية                                      | 0.484           | 0.724                 |
| رمز المكالمات الدولي                                      | +228            | +1767                 |
| رمز الإنترنت                                              | .tg             | .dm                   |
| المنطقة الزمنية                                           | 00              | 00، توقيت أطلنطي موحد |

## منظمات دولية مشتركة
يشترك البلدان في عضوية مجموعة من المنظمات الدولية، منها:
| علم المنظمة | اسم المنظمة                                 | تاريخ انضمام توغو | تاريخ انضمام دومينيكا |
| ----------- | ------------------------------------------- | ----------------- | --------------------- |
|             | مؤسسة التنمية الدولية                       | 21 أغسطس 1962     | 29 سبتمبر 1980        |
|             | يونسكو                                      | 17 نوفمبر 1960    | 9 يناير 1979          |
|             | وكالة ضمان الاستثمار متعدد الأطراف          | 15 أبريل 1988     | 7 أكتوبر 1991         |
|             | الأمم المتحدة                               | 20 سبتمبر 1960    | 18 ديسمبر 1978        |
|             | مجموعة دول أفريقيا والكاريبي والمحيط الهادئ | ?                 | ?                     |
|             | الاتحاد البريدي العالمي                     | ?                 | ?                     |
|             | البنك الدولي للإنشاء والتعمير               | 1 أغسطس 1962      | 29 سبتمبر 1980        |
|             | الاتحاد الدولي للاتصالات                    | 14 سبتمبر 1961    | 28 أكتوبر 1996        |
|             | منظمة حظر الأسلحة الكيميائية                | ?                 | ?                     |
|             | مؤسسة التمويل الدولية                       | 4 سبتمبر 1962     | 29 سبتمبر 1980        |
|             | منظمة التجارة العالمية                      | ?                 | ?                     |
|             | منظمة الشرطة الجنائية الدولية               | ?                 | ?                     |